# Padahastásana

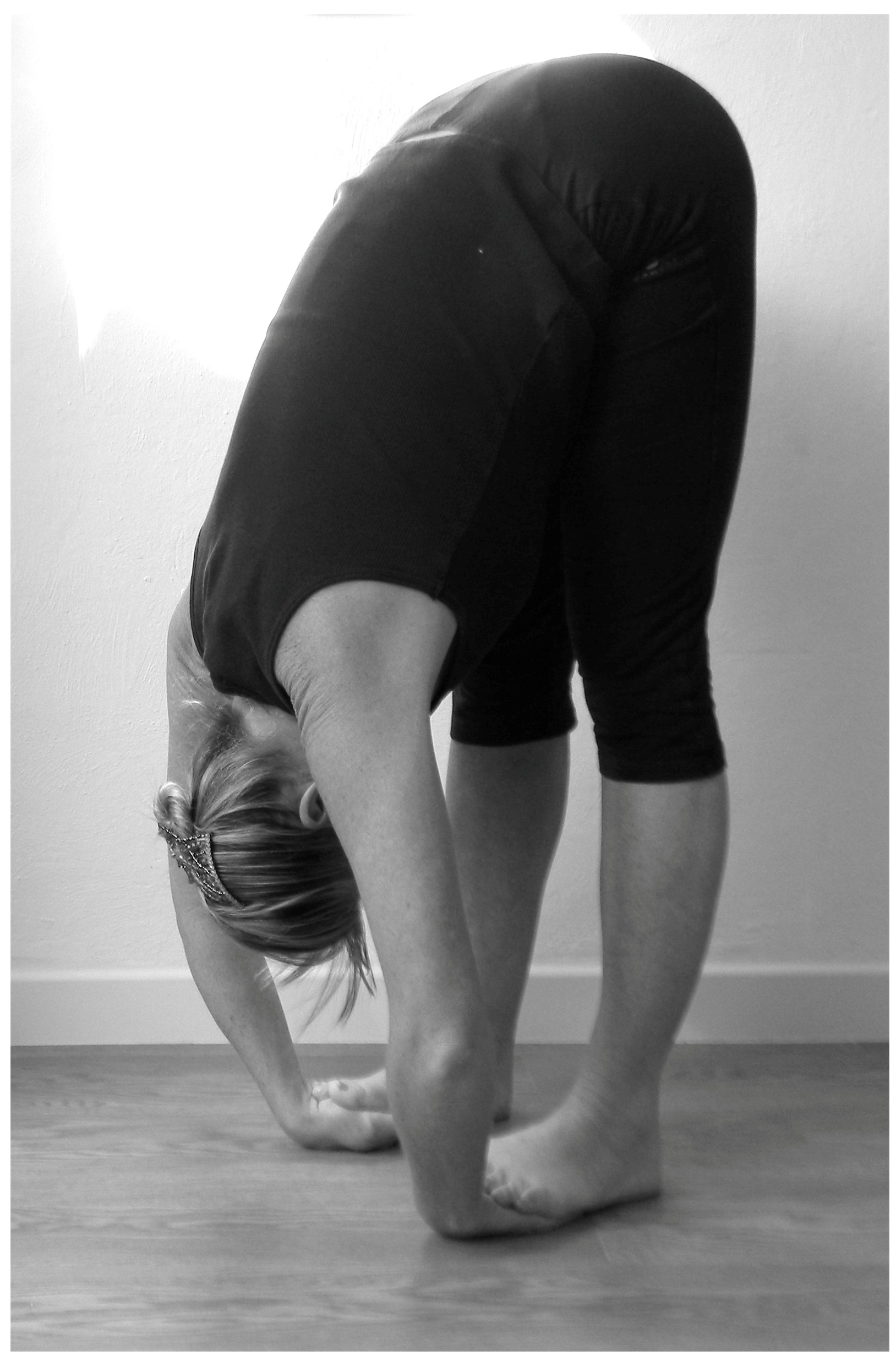
Padahastásana

Padahastásana (पादहस्तासन) neboli Čáp je jednou z ásan.

## Etymologie
Název pochází ze sanskrtského slova pasa (त्रिपाद) pata/chodidlo, hasta (हस्ता) ruka a asana (आसन) posed/pozice.

## Popis
- stoj spojný, vydechnout
- nádech, vzpažit, hlavu vzhůru a protáhnout se do výšky
- výdech, předklánět se od kyčlí, ruce před sebou, kolena a páteř stále rovně
- pokračovat v předklánění, uchopit kotníky nebo palce u nohou, hlavu přitáhnout k holením a dýchat zhluboka
- do výchozí polohy se vracet při nádechu a pozvolna, tj. vytáhnout se z kyčlí, vzpažit
- spustit paže dolů a nechat podél těla